# Indicatif régional 901

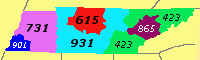
Carte de l'État du Tennessee avec les territoires de ses indicatifs régionaux. L'indicatif régional 901 est en bleu.

L'indicatif régional 901 est l'un des indicatifs téléphoniques régionaux de l'État du Tennessee aux États-Unis. Cet indicatif couvre un territoire situé au sud-ouest de l'État. L'indicatif dessert la ville de Memphis et ses banlieues rapprochées.
La carte ci-contre indique en bleu le territoire couvert par l'indicatif 901.
L'indicatif régional 901 fait partie du Plan de numérotation nord-américain.

## Source
- (en) Cet article est partiellement ou en totalité issu de l’article de Wikipédia en anglais intitulé « Area code 901 » (voir la liste des auteurs).